# Chimalakwe Indijanci
Chimalakwe /Ime dolazi od plemenskog naziva chimariko, odnosno od riječi chimar koja se među Hupa govornicima javlja kao chimal, jer u svome jeziku nemaju glasa  'r'  + sufiks -kwe, odnosno -xwe/, ime jednoj skupini američkih Indijanaca s rijeke New River čije porijeklo još nije razjašnjeno. Chimalakwe su govorili jezikom Chimariko Indijanaca, porodica Chimarikan. Prema Powersovom mišljenju Chimalakwe su onaj dio Chimarika koji je obitavao na New Riveru i nad kojima je započeo proces apsorpcije od strane Hupa Indijanaca. Prema plemenu Tsnungwe Chimalakwe su oni Tsnungwe Indijanci što su živjeli od sela Le:lding (njihovo veliko selo) pa do Cedar Flata i na New Riveru, a bili su bilingualni u jezicima hupa i chimariko. Moguće je da danas imaju potomaka među Hupama.

## Vanjske poveznice
- Roland B. Dixon, The Chimariko Indians and Language  Arhivirana inačica izvorne stranice od 4. ožujka 2016. (Wayback Machine)
- Tsnungwe Place Names